# Borbone-Maine
Col termine di casata di Borbone-Maine o più propriamente Borbone del Maine si indica un ramo illegittimo della casata dei Borbone di Francia. Esso venne fondato nel 1672 quando Luigi Augusto di Borbone, duca del Maine venne legittimato da suo padre, re Luigi XIV di Francia.

## Storia
Luigi Augusto, fondatore della casata, era il primo figlio illegittimo nato da Luigi XIV di Francia e dalla sua amante, Madame de Montespan. 
Immediatamente dopo la sua nascita nel 1670, il bambino venne affidato alle cure di Madame Scarron, una delle dame di compagnia di sua madre, che lo portò in un'abitazione privata in rue de Vaugirard, presso il Palazzo del Lussemburgo, a Parigi, dove crebbe. Nel 1672 il re lo legittimò insieme ad altri figli da lui avuti da madame de Montespan. Con la sua legittimazione, Luigi Augusto ricevette il titolo di duca del Maine.

## Discendenza
Nel 1692, Luigi Augusto sposò Luisa Benedetta di Borbone-Condé, figlia del principe Enrico III Giulio di Borbone-Condé.  
Luigi Augusto e sua moglie ebbero in tutto sette figli, dei quali solo tre raggiunsero l'età adulta. Tutti morirono senza eredi:  
- Mademoiselle de Dombes, (11 settembre 1694 – 15 settembre 1694);
- Luigi Costantino di Borbone, principe di Dombes, (Reggia di Versailles, 17 novembre 1695 – 28 settembre 1698);
- Mademoiselle d'Aumale, (1697 – 24 agosto 1699);
- Luigi Augusto, principe di Dombes, (Reggia di Versailles, 4 marzo 1700 – 1 ottobre 1755);
- Luigi Carlo, conte di Eu, (Castello di Sceaux, 15 ottobre 1701 – castello di Sceaux, 13 luglio 1775);
- Carlo di Borbone, duca d'Aumale, (Reggia di Versailles, 31 marzo 1704 – castello di Sceaux, settembre 1708);
- Luisa Francesca, Mademoiselle du Maine, (Reggia di Versailles, 4 dicembre 1707 – Castello d'Anet, 19 agosto 1743).

La casata dei Borbone-Maine si estinse alla morte di Luigi Carlo di Borbone, conte di Eu, sopravvivendo dunque per poco più di un secolo.

## Capi della casata di Borbone-Maine
| Nome                                                                          | Ritratto | Nascita | Matrimoni                                                                    | Morte                                     |
| ----------------------------------------------------------------------------- | -------- | --- | ---------------------------------------------------------------------------- | ----------------------------------------- |
| Luigi Augusto di Borbone-Francia, Légitimé de France Duca del Maine 1672–1736 |          | 31 marzo 1670 Castello di Saint-Germain-en-Laye figlio di Luigi XIV di Francia e di Françoise-Athénaïs, marchesa di Montespan | Luisa Benedetta di Borbone-Condé Reggia di Versailles 19 maggio 1692 7 figli | 14 maggio 1736 Castello di Sceaux 66 anni |
| Luigi Augusto di Borbone, principe di Dombes 1736–1755                        |          | 4 marzo 1700 Versailles figlio di Luigi Augusto di Borbone-Francia ed Luisa Benedetta di Borbone-Condé                        | non si sposò mai                                                             | 1 ottobre 1755 Fontainebleau 55 anni      |
| Luigi Carlo di Borbone, conte d'Eu 1755–1775                                  |          | 5 ottobre 1701 Castello di Sceaux figlio di Luigi Augusto di Borbone e di Luisa Benedetta di Borbone-Condé                    | non si sposò mai                                                             | 13 luglio 1775 Castello di Sceaux 73 anni |